# Meri (Partei)
Der Meri (hebräisch מר״י, lit. Rebellion, Akronym für Machane Radikali Jisrəʾelī hebräisch מַחֲנֶה רָדִיקָלִי יִשְׂרְאֵלִי ‚Israelisches Radikales Lager‘) war eine Partei in Israel.

## Geschichte
Die Partei wurde in den 1960er Jahren als  HaʿOlam haZeh – Koach Chadasch  von Uri Avnery, Herausgeber des gleichnamigen israelischen Nachrichten- und Unterhaltungsmagazins, gegründet und war die erste radikale Partei Israels.
Die Partei war eher linksorientiert und überwand bei den Wahlen im Jahr 1965 mit 1,2 % knapp die Sperrklausel und erwarb einen Sitz in der Knesset, der von Anvery selbst eingenommen wurde.
Bei den Wahlen im Jahr 1969 erhielt die Partei zwei Sitze. Der zweite Sitz ging an den Journalisten Shalom Cohen.
Meinungsverschiedenheiten zwischen Avnery und Cohen verursachten am 4. Januar 1972 den Bruch der Partei. Cohen verblieb als parteiloser Abgeordneter in der Knesset. Avnery benannte am 3. Juli 1973 die Partei in Meri um und verlor die Wahlen im Jahr 1973. Vor den Wahlen 1977 schloss sich die Partei mit Moked, dem Unabhängige Sozialistische Fraktion (Arje Eliav, Marcia Freedman) und einigen Schwarzen Panthern zu Scheli zusammen, die zwei Sitze errang.